# If Not For You (álbum)
If not for you es el álbum debut de la cantante australiana Olivia Newton-John, en noviembre de 1971 por Festival Records.

## Canciones
Toda la música compuesta por John Farrar y Bruce Welch. 
| N.º   | Título                              | Escritor(es)                                          | Duración |  |
| 1.    | «Me and Bobby McGee»                | Kris Kristofferson, Fred Foster                       | 3:46     |  |
| 2.    | «If»                                | David Gates                                           | 2:40     |  |
| 3.    | «Banks of the Ohio»                 | Traditional (arranged by Bruce Welch and John Farrar) | 3:15     |  |
| 4.    | «In a Station»                      | Richard Manuel                                        | 3:07     |  |
| 5.    | «Love Song»                         | Lesley Duncan                                         | 3:44     |  |
| 6.    | «Help Me Make It Through the Night» | Kristofferson                                         | 2:19     |  |
| 7.    | «If Not for You»                    | Bob Dylan                                             | 2:50     |  |
| 8.    | «Where Are You Going to My Love»    | Billy Day, John Goodison, Mike Leslie, Tony Hiller    | 3:27     |  |
| 9.    | «Lullaby»                           | Duncan                                                | 3:01     |  |
| 10.   | «If You Could Read My Mind»         | Gordon Lightfoot                                      | 3:41     |  |
| 11.   | «If I Gotta Leave»                  | Hiller, Paul Curtis                                   | 2:40     |  |
| 12.   | «No Regrets»                        | Tom Rush                                              | 3:24     |  |
| 35:54 |                                     |                                                       |          |  |

- Datos: Q1095924